# Jurassic 5 LP
Jurassic 5 – debiutancki album studyjny zespołu Jurassic 5.
Materiał z EP-ki plus kilka dodatkowych utworów zostały wydane w wytwórni Pan Records w 1998. Mimo iż płyta nazywa się po prostu Jurassic 5, wiele ludzi nazywa ją Jurassic 5 LP, gdyż jest tak napisane na brzegu płyty i aby odróżnić ją od Jurassic 5 EP.
Logo Jurassic 5 znajdujące się zarówno na EPce jak i LP zostało zaprojektowane przez Chali 2na, jednego z raperów grupy.

## Lista utworów
1. "In The Flesh"
2. "Quality Control Part II"
3. "Jayou"
4. "Lesson 6: The Lecture"
5. "Concrete Schoolyard"
6. "Setup"
7. "Action Satisfaction"
8. "Sausage Gut"
9. "Improvise"
10. "Blacktop Beat"
11. "Without A Doubt"
12. "Lesson 6" (Reprise)
13. "Action Satisfaction" (Dub)